# Весовина и Крчевина
Весовина и Крчевина су археолошки локалитети који се налазе у месту Висибаба, општина Пожега, уписани у централни регистар 1983. године.
Весовина и Крчевина се налазе у центру данашњег насеља на источној падини старог корита реке Скрапеж. Локалитети се датују период 2. и 3. века. Археолошка испитивања вршена су током седамдесетих и деведесетих година, углавном рекогносцирање терена и сондажна ископавања.

## Весовина
У близини савременог гробља у Весовини откривени су следећи површински налази: 
- већи профилисан архитрав,
- два дела камених полустубаца и
- велика количина грађевинског материјала.

На истом месту пронађен је и налаз каменог лава, који се данас налази у Народном музеју у Ужицу. Према пронађеном материјалу претпоставља се да је постојала момунентална грађевина јавног карактера, као и да се овде налазио стамбени део античког насеља.

## Крчевина
На локалитету Крчевина отркивени су остаци грађевине већих димензија. Претпоставља се да је била део веће архитектонске целине.